# Mistrzostwa NCAA Division I w Zapasach w 1936
Mistrzostwa NCAA Division I w zapasach rozgrywane były w Lexington w dniach 20–21 marca 1936 roku. Zawody odbyły się w Doremus Gymnasium, na terenie Uniwersytetu Waszyngtona i Lee.
- Outstanding Wrestler – Wayne Martin

## Wyniki

### Drużynowo
| Kolejność | Szkoła                         | Zespół   |
| --------- | ------------------------------ | -------- |
| 1.        | University of Oklahoma         | Sooners  |
| 2.        | University of Central Oklahoma | Bronchos |
| 3.        | Oklahoma State University      | Cowboys  |

### All American

#### 128 lb
| Lp. | Zawodnik       | Szkoła           |
| --- | -------------- | ---------------- |
| 1.  | Ted Anderson   | Central Oklahoma |
| 2.  | Willard Duffy  | Indiana          |
| 3.  | David Matthews | Oklahoma         |

#### 134 lb
| Lp. | Zawodnik     | Szkoła       |
| --- | ------------ | ------------ |
| 1.  | Wayne Martin | Oklahoma     |
| 2.  | Dale Brand   | Cornell Iowa |
| 3.  | Earl Thomas  | Michigan     |

#### 145 lb
| Lp. | Zawodnik       | Szkoła                      |
| --- | -------------- | --------------------------- |
| 1.  | Doc Strong     | Oklahoma State              |
| 2.  | Karl Kitt      | Southwestern Oklahoma State |
| 3.  | Byron Guernsey | Northern Iowa               |

#### 158 lb
| Lp. | Zawodnik      | Szkoła         |
| --- | ------------- | -------------- |
| 1.  | Walter Jacob  | Michigan State |
| 2.  | Bill Keas     | Oklahoma       |
| 3.  | Earl Kielhorn | Iowa           |

#### 175 lb
| Lp. | Zawodnik        | Szkoła         |
| --- | --------------- | -------------- |
| 1.  | Harry Broadbent | Oklahoma       |
| 2.  | Ray Vogel       | Navy           |
| 3.  | Dormer Browning | Oklahoma State |

#### 191 lb
| Lp. | Zawodnik         | Szkoła           |
| --- | ---------------- | ---------------- |
| 1.  | Ray Clemons      | Central Oklahoma |
| 2.  | Charles McDaniel | Indiana          |
| 3.  | Willard Lorette  | Oklahoma State   |

#### UNL
| Lp. | Zawodnik      | Szkoła             |
| --- | ------------- | ------------------ |
| 1.  | Howell Scobey | Lehigh             |
| 2.  | Hugo Bonino   | Washington and Lee |
| 3.  | Gordon DuPree | Oklahoma State     |